# Xenoblade Chronicles X
Xenoblade Chronicles X, або XenobladeX (яп. ゼ ノ ブ レ イ ド ク ロ ス, Xenoblade Cross) — японська рольова гра, розроблена Monolith Soft, та видана Nintendo для платформи Wii U. Гра є частиною серії Xeno та виступає духовним наступником Xenoblade Chronicles, не будучи її продовженням. Вийшла 29 квітня 2015 року в Японії, і 4 грудня 2015 року в Північній Америці, Європі та Австралії.
Сюжет оповідає про боротьбу людей з евакуаційного корабля «Білий кит», що впав на планеті Міра, проти іншопланетян, війна між якими знищила Землю.

## Ігровий процес
Xenoblade Chronicles X ігровою механікою подібна до Xenoblade Chronicles, зокрема має відкритий світ, можливість потрапити практично в будь-яке видиме місце, і схожу систему умінь. Важливим елементом також є використання роботів під назвою Skell (Doll в японській версії), які одночасно можуть бути використані і в бою, і для подорожей/дослідження просторів планети. У кожного зі Skell-ів є свої здібності: наприклад, один може літати або плисти по воді, інший — трансформуватися в мотоцикл або танк. В ході гри гравець збирає мінерал міраніум, який використовується для розробки нових видів зброї, яка потім стає доступною в магазинах поряд із запчастинами. Гравець може виготовити чи вдосконалити зброю і самостійно, використовуючи наявні компоненти. Здібності персонажа визначає його клас. На початку він всього один — «Мандрівець», але пізніше відкривають нові, в міру зростання рівня розвитку персонажа за отримані очки досвіду. Крім того можливо приєднатися до однієї з восьми груп, які володіють спеціалізаціями в дослідженніх планети.
Ігрова партія складається з чотирьох персонажів, але гравець безпосередньо керує одним, іншими трьома — штучний інтелект. Гравець може настроїти головних персонажів, вибравши їхню стать і вигляд. Битви відбуваються в режимі реального часу. Персонажі можуть здійснювати атаки як ближнього, так і далекого радіусу дії. Ближні атаки одиночні й сильні, тоді як стрілецькі завдають порівняно мало ушкоджень, але з великою швидкістю. Крім того доступні спеціальні уміння, які після використання якийсь час перезаряджаються, а при заповненні спеціальної шкали стають вдвічі ефективнішими. Такі уміння мають специфічні умови, наприклад ефективні при атаках з флангу або можуть підвищувати характеристики членів ігрової партії. В міру битв отримуються очки, що збільшують ефективність умінь і зменшують час їх перезарадяки. У бою з кожним ударом росте шкала «напруги» між персонажами і ворогом, що вимірюється в очках напруги. Чим більших ушкоджень завдає персонаж, тим більше ворог звертає на нього уваги. Коли шкала напруги заповнюється на 100 %, швидкість перезарядки умінь та атака зростають, максимум в чотири рази. Xenoblade Chronicles X дозволяє гравцям з усього світу взаємодіяти один з одним: проходити сюжет з будь-якими охочими людьми з усього світу або своїми друзями.
Ігровий світ представлений містом Новий Лос-Анджелес, поділеним на кілька зон, і материками планети Міра. Кожен з 5-и материків має специфічні природні умови. Для огляду території доступна не тільки карта, а й зонди, за допомогою яких можна обдивитися місцевість. Це відбувається на сенсорному екрані контроллера, де показується карта планети, розділена на шестикутники. На кожному з них можна встановити зонд, який показує інформацію про сусідні шестикутники і періодично приносить певну кількість коштів та мінералу міраніуму. Представники фауни планети поділяються на три категорії: мирні, стадні й агресивні. Мирні ніколи не нападають першими. Стадні атакуватимуть персонажів, якщо вони нападуть на іншу тварину зі стада. Агресивні нападають, як тільки побачать персонажів.
Крім сюжетних завдань, необхідних для просування сюжетом, існують побічні, які є кількох видів. Базові можна взяти на дошці оголошень, але не більше за 20. Ці завдання полягають в добутті певних предметів, рескрсів або знищенні противників та мають загальні описи. Завдання від неграбельних персонажів більш різномантіні та складні. Спеціальні завдання для зближення з членами команди розкривають додаткову інформацію про персонажів.

## Сюжет
Гра починається в 2054 році, коли дві інопланетних раси вступили в бій поблизу Землі, завдавши значної шкоди планеті. Людство було змушене евакуюватися у величезних міжзоряних кораблях в рамках програми Exodu, шукаючи придатні планети для відродження цивілізації. Проте лише кілька кораблів змогли покинути навколоземний простір.
Xenoblade Chronicles X показує історію корабля «Білий кит», американського евакуаційного судна, що зазнало під час обстрілу аварії на планеті Міра. Кріогенні капсули із замороженими людьми під час падіння розлітаються по всій планеті. Жінка Ельма знаходить капсулу Кросса/Кросс (персонажа гравця) в степу під час бурі. Вони натикаються на агресивних місцевих тварин, після чого добираються до ядра корабля, названого за час відсутності Новим Лос-Анджелесом.
Міністр оборони Моріс Шоссон оголошує необхідність збору кріогенних капсул. До Ельми з Кроссом приєднуються Ірина Акулова та Ґвін. Вони заходять до індустріального району, де дівчина Лін Лі показує їм пошкоджений Scell пілота Доуга. Капітан «Білого кита» Наґі Кентаро викликає їх в штаб, де демонструє мережу Frontier Net, що аналізує інформацію про Міру. Герої отримують завдання дослідити родовище речовини міраніуму, куди не дає підступитися істота Волкампф. Інженер Вандам хвалить їх за виконану роботу і дає нове завдання — розшукати зниклих розвідників.
Команда не знаходить жодних слідів зниклих, а Лін припускає, що їхні Scell-и пошкоджені та не подають сигналів. Несподівано вона фіксує численні сигнали, але вони належать не тваринам, а мислячим істотам. Істоти виявляють войовничими Пронами, яких вдається перемогти. Команда проникає на базу Пронів неподалік, де знаходять розвідників, але стикаються з лідером Пронів Глен'наром. Той повідомляє, що Міра належить їм, а люди вторглися на планету, тож підлягають знищенню. Ельма намагається пояснити як люди опинилися на Мірі, однак Глен'нар не слухає її, після чого зав'язується сутичка. Здобувши перемогу, герої повертаються в Новий Лос-Анджелес. Та виявляється, що вони принесли з собою маленьких істот Нопонів, які є аборигенами Міри і погоджуються допомагати людям.
Вандам повідомляє про сигнали на континенті Ноктілум, куди команда вирушає і знаходить чоловіка Лао, котрий приєднується до неї. Згодом їм зустрічється гуманоїд-торговець Ел Сильф, і вороже налаштовані представники раси Гангліон, які також оселилися на Мірі й прагнуть знищити людей. Прилітає агресивний мех, надиво схожий на земний, група тікає до Нового Лос-Анджелеса, де дізнається про виявлення великих руїн невідомої раси на континенті Облівія.
На місці команда виявляє істот Манонів, що прибули на Міру рік тому і спочатку лякаються людей, сприймаючи їх за Гангліонів. Манони доручають людям знищити бойові машин Гангліонів, аби довести свою дружність. Машини вдається знищити, але прибувають Skell-и Гангліонів, а Манони тікають. В ході бою Крос травмує руку, під шкірою виявляються дроти. Лін розуміє, що Кросс — робот, і деактивує його.
Кросс отямлюється в Новому Лос-Анджелесі повністю справним. Ельма пояснює, що під час падіння «Білого кита» його екіпаж загинув, всі люди в Новому Лос-Анджелесі насправді є роботами з перенесеними в них людськими свідомостями загиблих. Їхнє життя мало підтримуватися суперкомп'ютером Центрального життєвого шпиля, який містить дані про ДНК всіх істот Землі, але він був загублений. Якщо не знайти Шпиль вчасно, андроїди вимкнуться.
Ельма, Лін, Лар і Кросс вирушають в пустелю дослідити Skell-ів Гангліонів. Виявляється, що ті мехи працюють на темній матерії, їх забирають в місто. Лідер Гангліонів Луксаар, дізнавшись про захоплення мехів, наказує повернути їх. До того часу життєздатність роботів падає до 27 % і поки триває відбиття атаки Гангліонів, знижується до 20 %. Ворожий мех проривається в місто, спричиняючи руйнування, а за ним і інші сили Гангліонів на чолі з Ґа Боу і Ґа Дерг.
Вандам виявляє вірогідне місцерозташуваня головної бази Гангліонів та направляє туди героїв. Їм на заваді стає Ґа Дерг, однак програє бій, перед втечею сказавши, що база знаходить зовсім не там, а на іншому материку. Вандам тим часом вислідковує діяльність шпигуна в Новому Лос-Анджелесі. До міста підлітає ворожий корабель, який команда збиває, але життєздатність падає до 5 %.
Розкривається, що шпигуном був Лао, Ельма вислідковує його і дізнається де знаходить головна база Гангліонів. Герої прориваються на базу в мехах, знаходять Лао і забирають в нього ключ, що вказує шлях до Шпиля. Вони знаходять суперкомп'ютер в океані та відбивають атаку Гангліонів на нього, після чого починається процес відтворення земного життя. Луксаар самотужки намагається знищити зразки ДНК, та Лао атакує його і скидає в басейн з біомасою. Луксаар перероджується як чудовисько, котре нищить Шпиль. Лао приєднується до Ельми, Кросса та інших і разом вони вбивають потвору. Ельма відтворює своє органічне тіло і виходить із капсули.
Вона розкриває, що є представником іншопланетної раси, котра прибула на Землю за 30 років до її знищення, щоб врятувати людей. Саме Ельма дала людям технології Skell-ів, роботів-носіїв свідомості та надсвітлових подорожей. Ельма входить до Шпиля і бачить, що суперкомп'ютер знищений. Але роботи досі функціонують, здивоване командування задається питанням як же тоді відродилося життя. Ельма припускає, що сама планета підтримує людство. Лао згодом опиняється на пляжі, де до нього підходить невідома постать.

## Оцінки і відгуки
| Агрегатор  | Оцінка |
| ---------- | ------ |
| Metacritic | 84/100 |

| Видання       | Оцінка          |
| ------------- | --------------- |
| Destructoid   | 9/10            |
| Famitsu       | 34/40 (9/9/8/8) |
| IGN           | 9.5/10 (Italy)  |
| Nintendo Life | [ 9 ]           |

Гра зібрала загалом високі оцінки як в Японії, так і в зарубіжжі. Японський журнал Famitsu дав Xenoblade Chronicles X оцінку в 34/40, похваливши як ігровий процес, так і сюжет, великий відкритий світ, ступінь свободи, але назвав недоліком малу кількість кат-сцен.
Після виходу на Заході, Xenoblade Chronicles X зібрала оцінки у 84/100 на агрегаторі Metacritic. Nintendo Life особливо відзначили бойову систему, детальні шляхи розвитку, розмір ігрового світу та графіку, але несхвальні відгуки отримала складність і квести. Hobby Consolas дали 93 % з висновком, що заради цієї гри варто купити Wii U. Destructoid було дано оцінку в 9/10, де гра порівнювалася з MMO-грою, проте зауважувалося, що вона поступається Xenoblade.